# Vanessa Howard
Vanessa Howard (nascida Vanessa Tolhurst, Shoreham-by-Sea, 10 de outubro de 1948 — Los Angeles, 23 de novembro de 2010) mais tarde conhecida como Vanessa Chartoff, foi uma atriz de cinema e cantora de backup profissional britânica. Howard estrelou principalmente em filmes exploitation e de terror. Ela é talvez mais conhecida por seus papéis em The Blood Beast Terror e Mumsy, Nanny, Sonny and Girly; este último desde então se tornou um filme cult. O fracasso de bilheteria de seus projetos posteriores resultaram em sua decisão de desistir de atuar.
Howard se casou com o produtor de cinema Robert Chartoff em julho de 1970; o par se divorciou algum tempo antes de 1992. Após seu divórcio, ela trabalhou com programas na Califórnia dedicados a ajudar donas de casa recentemente divorciadas a se reintegrarem no mercado de trabalho, incluindo o Mission Valley Regional Occupation Center em Fremont. Ela morreu em Los Angeles em 23 de novembro de 2010, devido a complicações da DPOC.
A saída abrupta de Howard do cinema, juntamente com o seu perfil público baixo, levou a anos de especulação sobre o que havia acontecido com ela, incluindo rumores de internet que ela tinha morrido pouco depois de sua aposentadoria. Uma retrospectiva em sua vida—montada pelo jornalista de terror Preston Fassel com a cooperação de sua família e da assistência do blogueiro britânico Richard Halfhide—apareceu na edição da Primavera de 2014 da revista de terror Scream, abordando vários rumores sobre sua vida, carreira, e o tempo entre sua aposentadoria e morte.

## Filmografia
| Ano  | Título                              | Papel               | Notas           |
| ---- | ----------------------------------- | ------------------- | --------------- |
| 1967 | Here We Go Round the Mulberry Bush  | Audrey              |                 |
| 1968 | The Blood Beast Terror              | Meg Quennell        |                 |
| 1968 | Corruption                          | Kate                |                 |
| 1969 | This, That and the Other            | Barbara             | segmento "That" |
| 1969 | Mumsy, Nanny, Sonny and Girly       | Girly               |                 |
| 1969 | Lock Up Your Daughters!             | Hoyden              |                 |
| 1969 | Some Girls Do                       | Robot Number Seven  |                 |
| 1970 | All the Way Up                      | Avril Hadfield      |                 |
| 1970 | The Rise and Rise of Michael Rimmer | Patricia Cartwright |                 |
| 1972 | What Became of Jack and Jill?       | Jill Standish       |                 |
| 1973 | The Picture of Dorian Gray          | Sybil Vane          | TV              |